# Берка-фор-дем-Гайніх
Берка-фор-дем-Гайніх (нім. Berka vor dem Hainich) — громада в Німеччині, розташована в землі Тюрингія. Входить до складу району Вартбург. Складова частина об'єднання громад Гайніх-Верраталь.
Площа — 14,91 км2. Населення становить 723 ос. (станом на 31 грудня 2021).

## Галерея

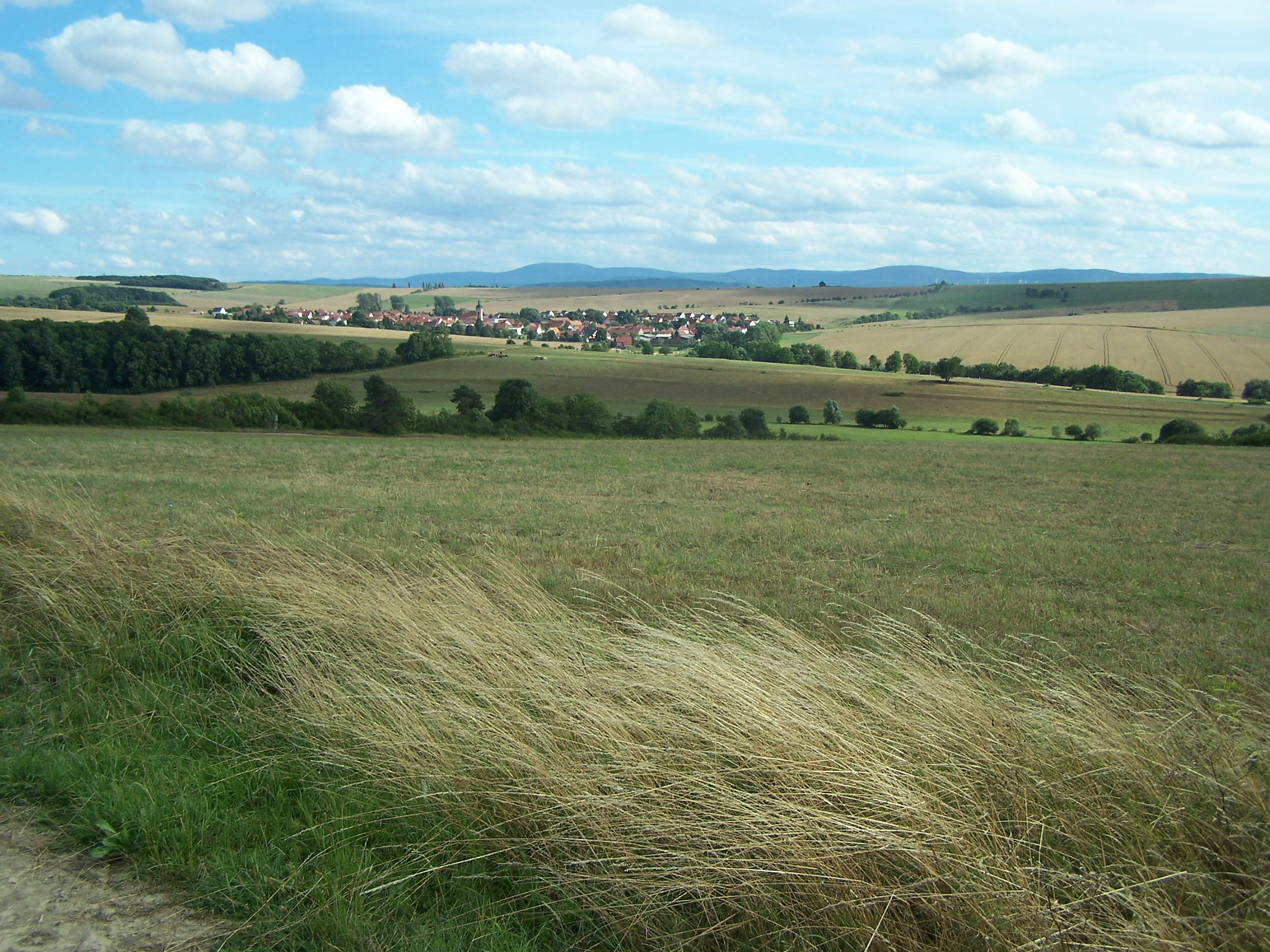
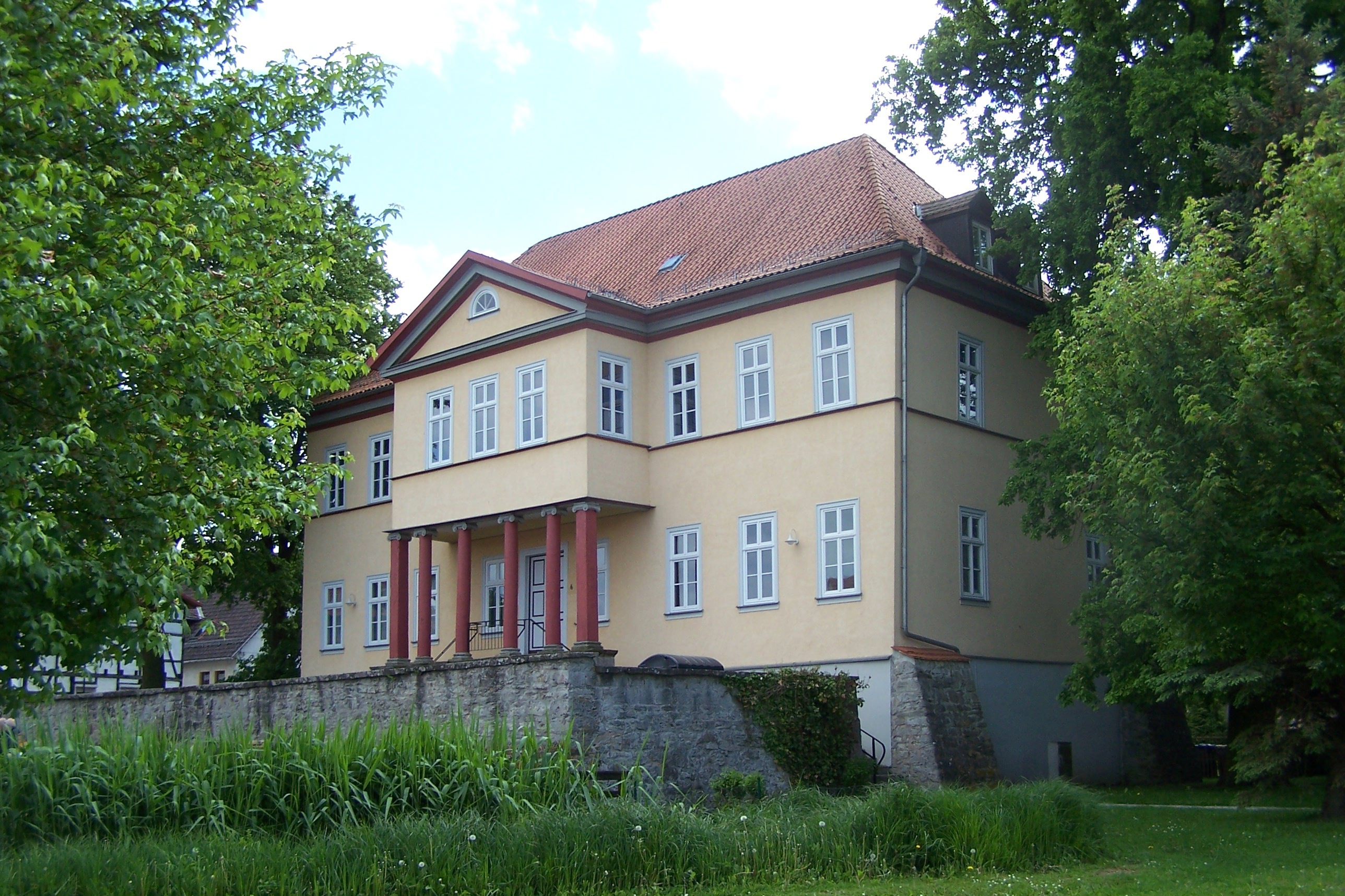
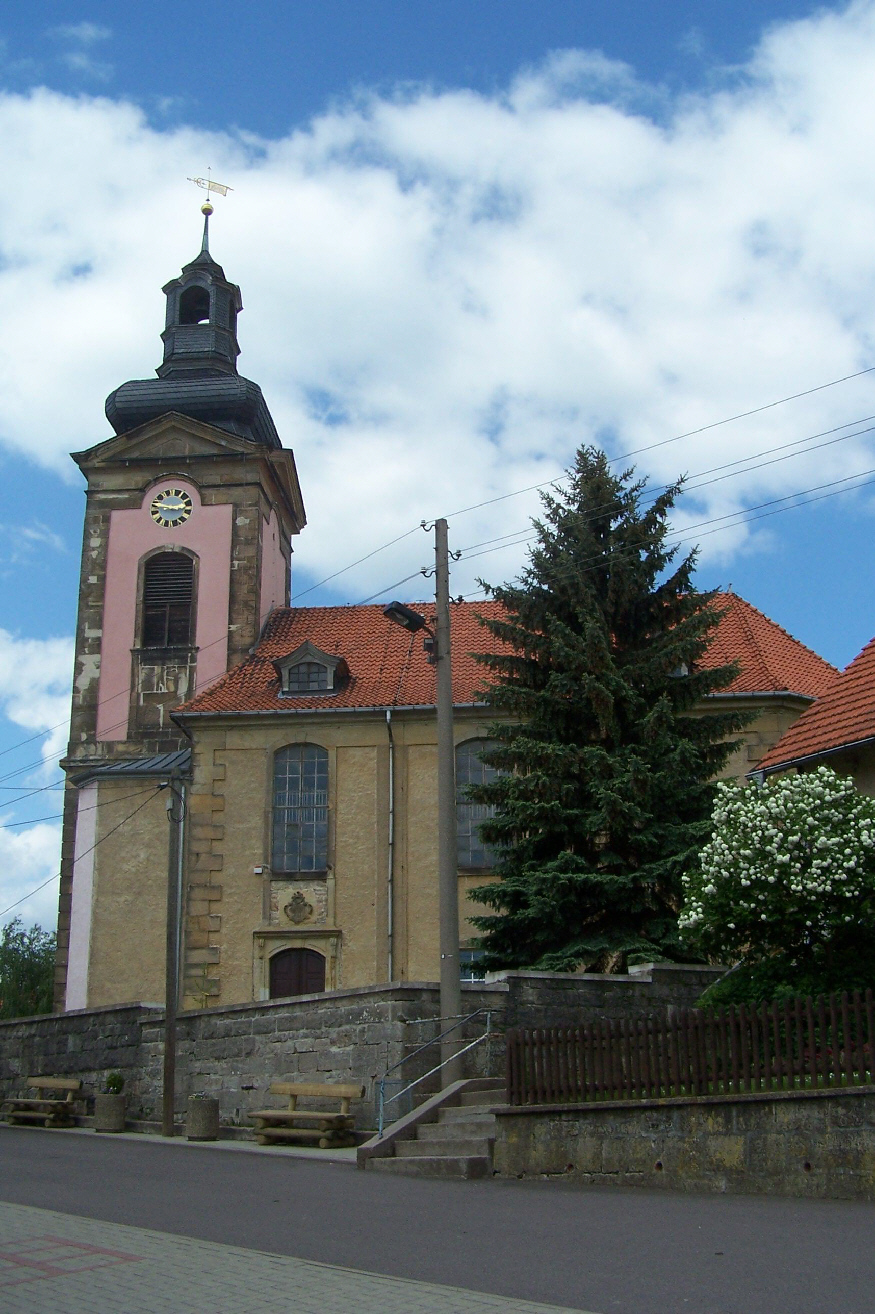
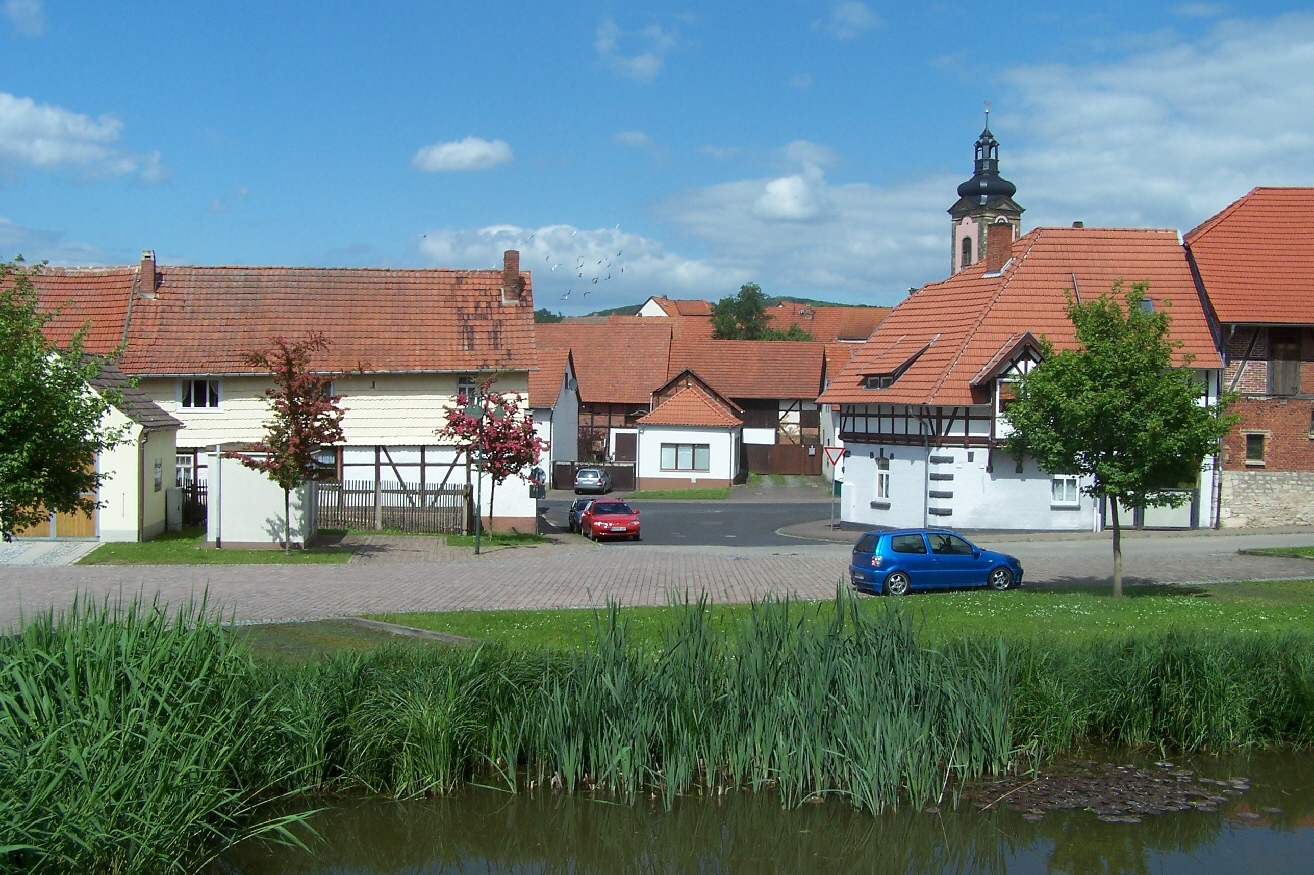
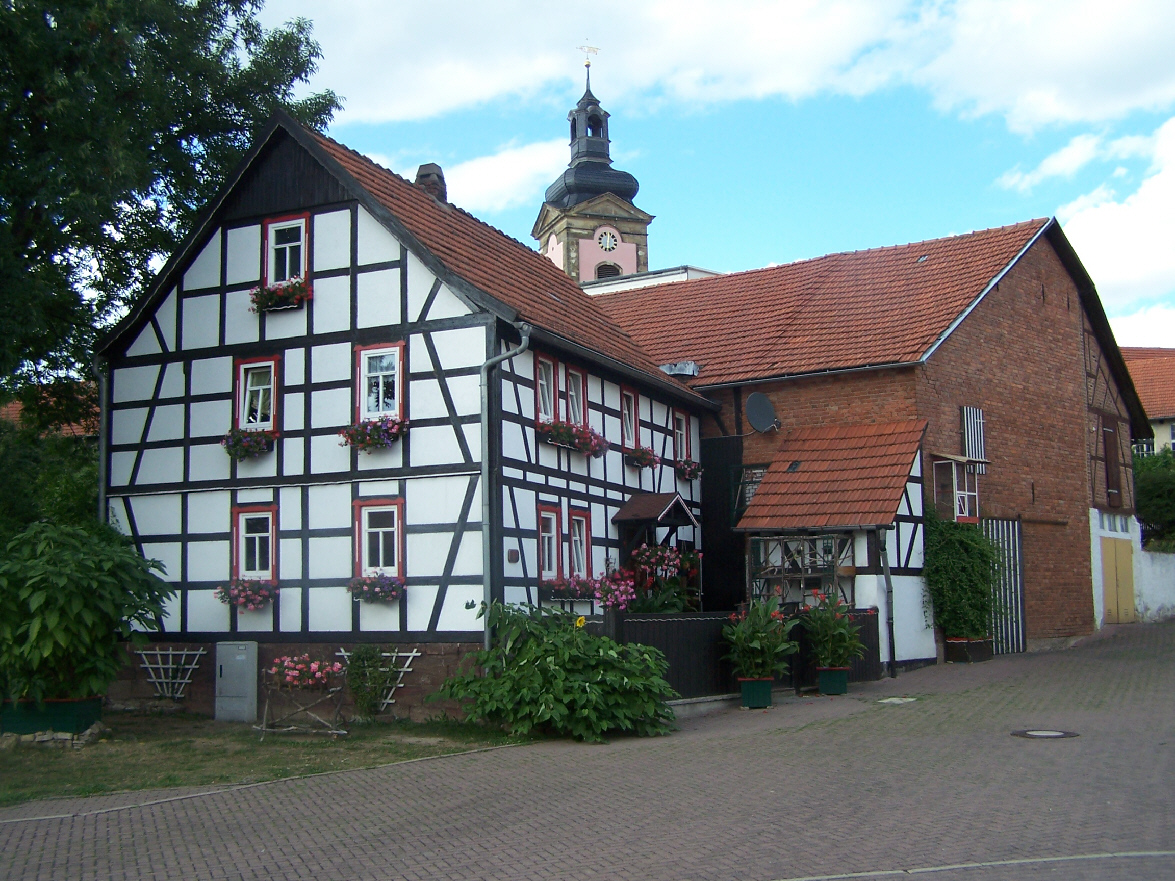
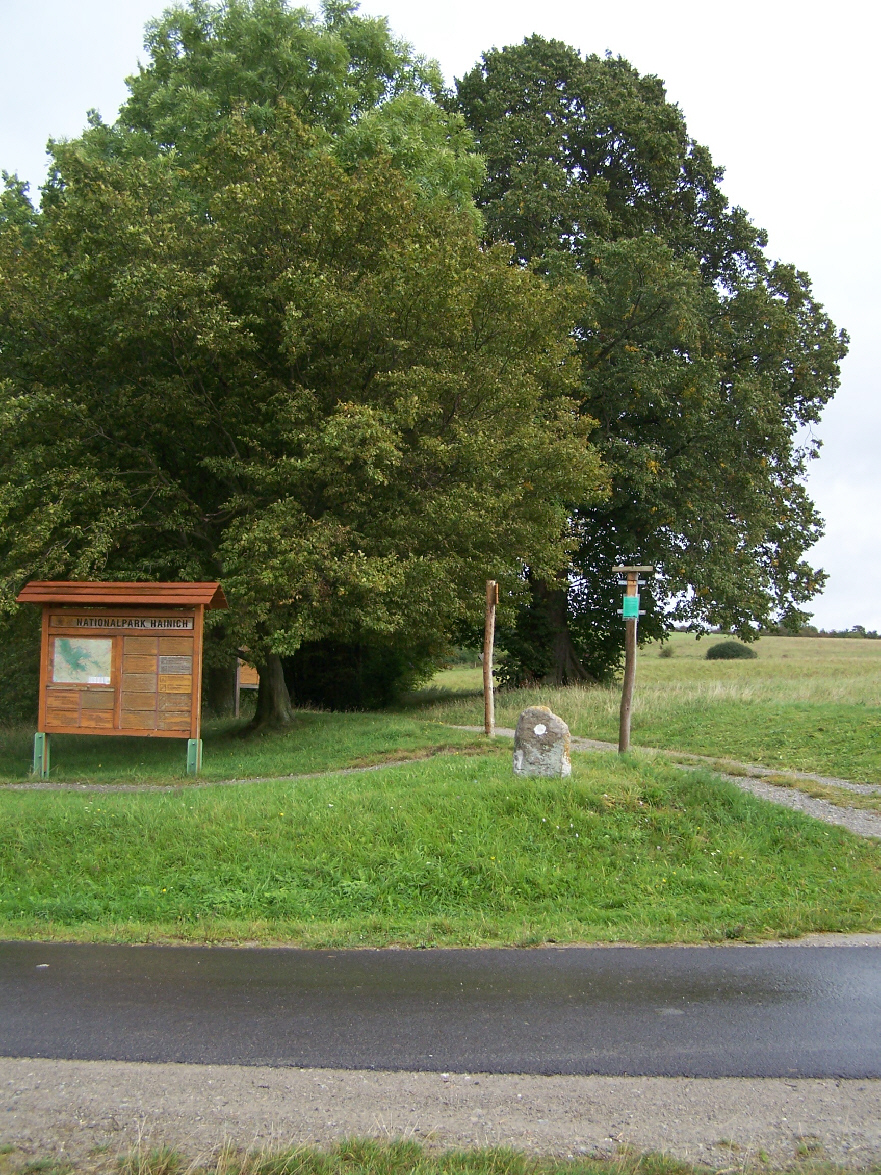